# ناصر أحمد (مهندس)
ناصر أحمد (بالإنجليزية: N. Ahmed)‏ هو مهندس هندي، ولد في 1940 في بنغالور في الهند.
معروف بأختراعه في بداية السبعينيات من القرن الماضي اسلوب ضغط البيانات والذي يستخدم اليوم في ملفات الوسائط المتعددة من صور وفيديو وملفات صوتية.
عام 1992 تم اختراع نوع الصور  JPEGالمشهور جدا والأكثر استخداما اليوم على الإنترنت. وكذلك نوع ملفات الفيديو MPEG.
هذا النوع من الصور تم بناءه على اختراع ناصر احمد:
(discrete cosine transform (DCT